# Rakvere
Rakvere (Duits, hist. Wesenberg) is een stad in het noorden van Estland. Ze telde 15.695 inwoners op 1 januari 2024 en is de hoofdstad van de provincie Lääne-Virumaa. Ze is tevens een stadsgemeente, een stad die tegelijk gemeente is. Om Rakvere heen ligt de ‘landgemeente’ Rakvere vald. Rakvere zelf maakt daarvan geen deel uit.

## Geschiedenis
De Esten hadden op deze plaats een houten verdedigingswerk dat Tarvanpää (= Kop van de oeros) heette en in de 13de eeuw voor het eerst werd genoemd. Aan de oeros (of de wisent) herinnert ook de Duitse naam Wesenberg. De oeros is nog steeds het symbool van Rakvere.
De Denen bouwden op deze plaats een burcht, die in de 14de eeuw aan de Duitse Orde kwam en aanzienlijk werd vergroot. Het stadje bij de burcht kreeg in 1302 stadsrechten (Lübecks stadsrecht) en ontwikkelde zich aan de route tussen Tallinn (Reval) en Novgorod tot een bloeiend handelsstadje. Het werd in de Lijflandse Oorlog (1558-1583) echter verwoest. De burcht was tijdelijk in Russische handen, maar Rakvere viel aan het eind van de oorlog aan Zweden toe.
Na een nieuw Zweeds-Russisch conflict, de Ingrische Oorlog, kwam de burcht in 1617 in handen van een Nederlander: Reinoud van Brederode (1567-1633). Deze diplomaat en schoonzoon van Johan van Oldenbarnevelt had een belangrijke bijdrage geleverd aan de totstandkoming van het Verdrag van Stolbovo en kreeg als beloning van de Zweedse koning Gustaaf II Adolf de titel van baron van Wesenberg. De stedelijke vrijheden waren daarmee verloren gegaan. De dochters van Reinoud van Brederode hebben deze erfenis vervolgens verkocht aan de Duits-Baltische familie Von Tiesenhausen.
Rakvere werd in de Grote Noordse Oorlog wederom verwoest en kwam vervolgens aan Rusland. De burgers bevochten in de 18de eeuw hun verloren vrijheid. De opstand van de burgers tegen hun landheren in het 18de-eeuwse Rakvere is het uitgangspunt van een van de bekendste romans van Jaan Kross, Strijd om de stad (Rakvere romaan, 1982; Duits: Die Frauen von Wesenberg oder Der Aufstand der Burger, 1997).

## Stadsbeeld
Rakvere heeft een klein historisch centrum, dat wordt gedomineerd door de ruïne van de burcht van de Duitse Orde op de heuvel Vallimägi. Het kasteel werd gebouwd voor 1226 op de plaats van een eerdere fortificatie. Op de Vallimägi staat ook het bekende oeros-standbeeld, gemaakt door de sculpturist Tauno Kangro. Het is het grootste standbeeld van een dier in de Baltische landen en werd gemaakt ter gelegenheid van de 700e verjaardag van de stad. Het bronzen beeld is 7 meter lang, vier meter hoog en weegt 7 ton.
De oudste huizen van Rakvere staan aan de straat Pikk (Langestraat). Uit de middeleeuwen dateert behalve de burchtruïne (die tegenwoordig een museum herbergt) alleen de Drievuldigheidskerk (Kolmainu kirik). Dit is oorspronkelijk een laat-middeleeuwse weerkerk, maar inmiddels is hij overwegend neogotisch.

## Cultuur
Rakvere is de kleinste stad in Estland (en destijds in de Sovjet-Unie) met een professioneel theater. Dit Theater van Rakvere (Rakvere Teater) werd in 1940 opgericht. In Rakvere vindt sinds 1990 het tweejaarlijkse internationale theaterfestival Baltoscandal plaats.
De bekende componist Arvo Pärt bracht zijn jeugd door in Rakvere en ging er naar school. Hij werd in 1995 ereburger van de stad. Ter gelegenheid van zijn 70e verjaardag werd er in 2005 een internationaal muziekfestival georganiseerd.

## Zustersteden
Rakvere onderhoudt jumelages met Lapua (Finland, sinds 1990), Sigtuna (Zweden, 1991), Lappeenranta (Finland, 1994), Senaki (Georgië, 1996), Lütjenburg (Duitsland, 1999), Cēsis (Letland, 2005), Panevėžys (Litouwen, 2005) en Szolnok (Hongarije, 2008).

## Geboren in Rakvere
- Jacob Johann von Sievers (1731-1808), staatsman en diplomaat
- Heinrich Paal (1895-1941), voetballer

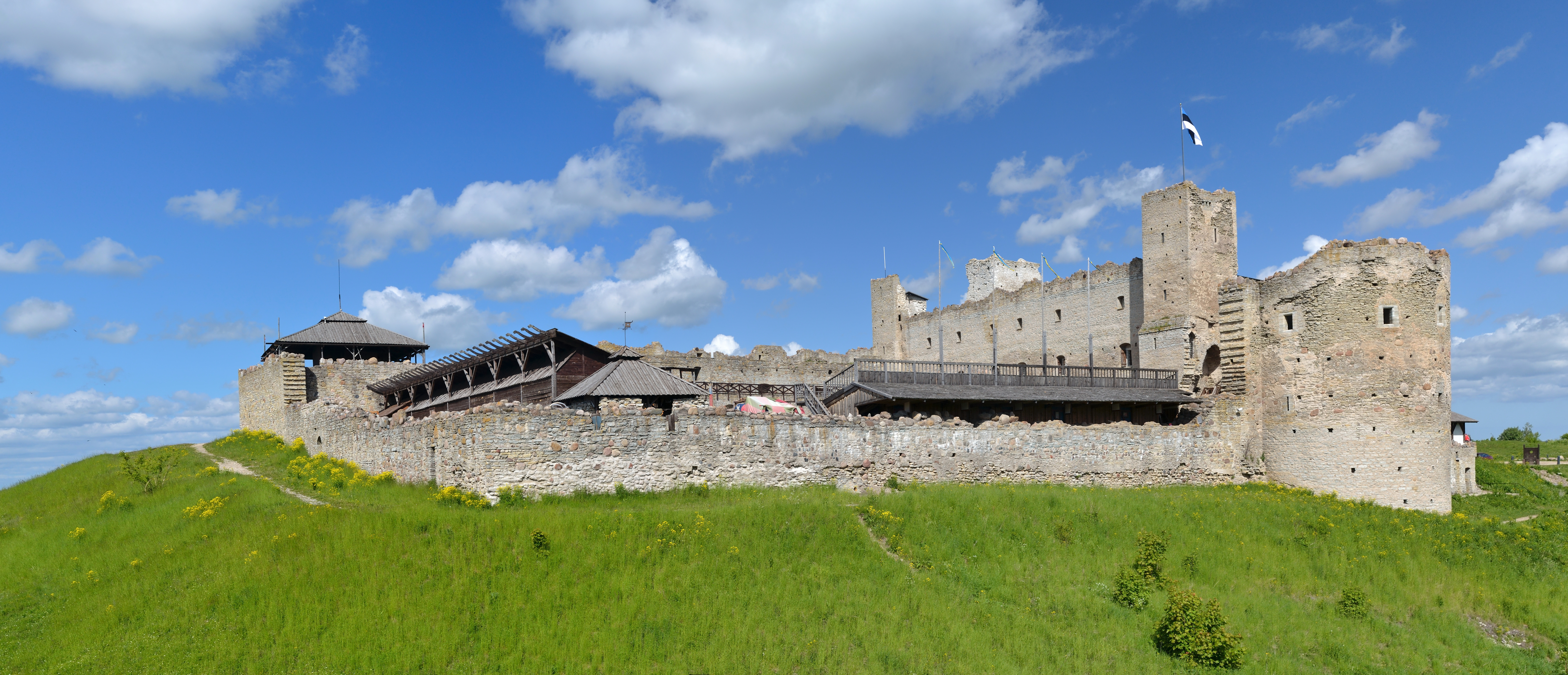
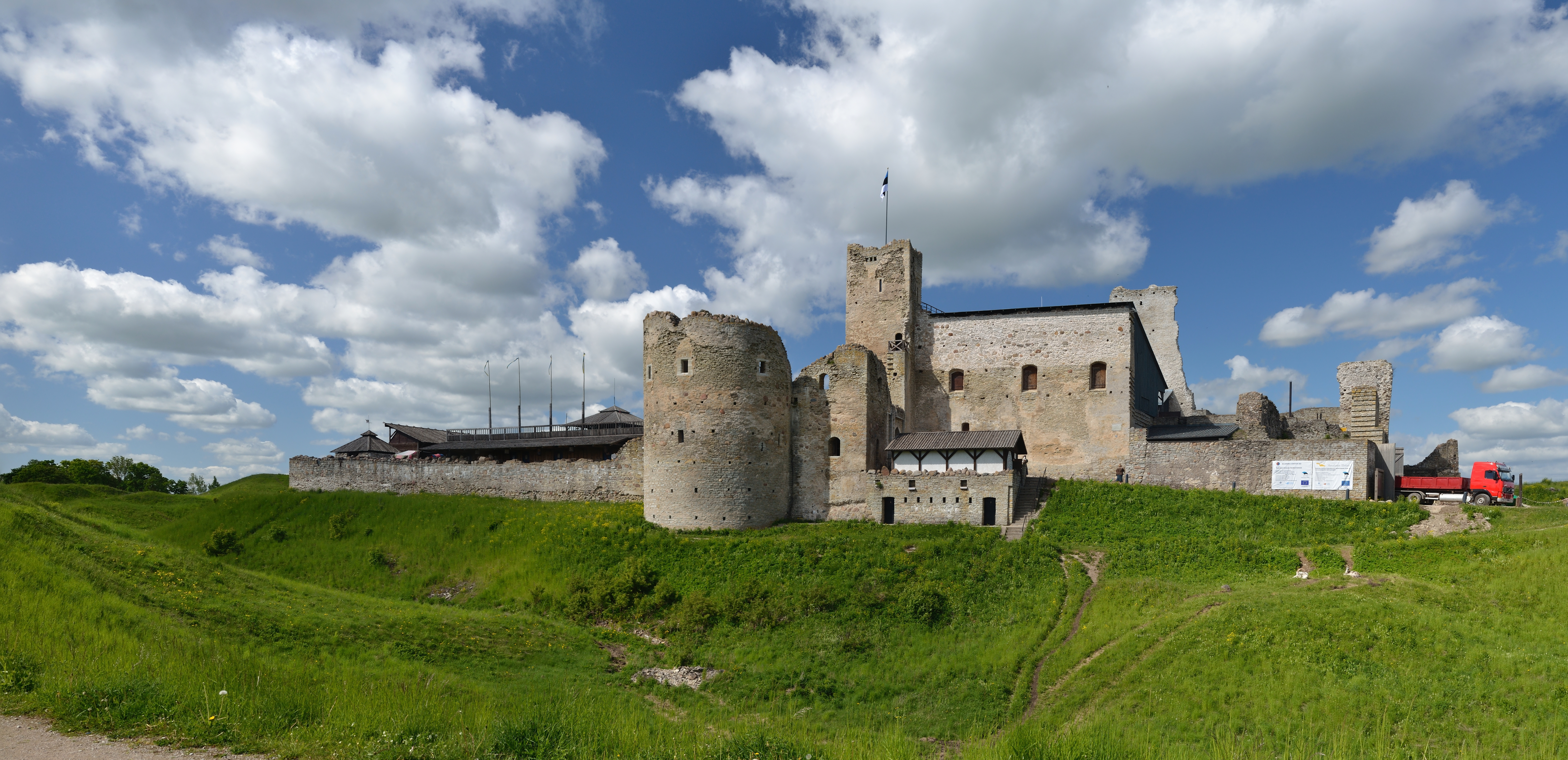
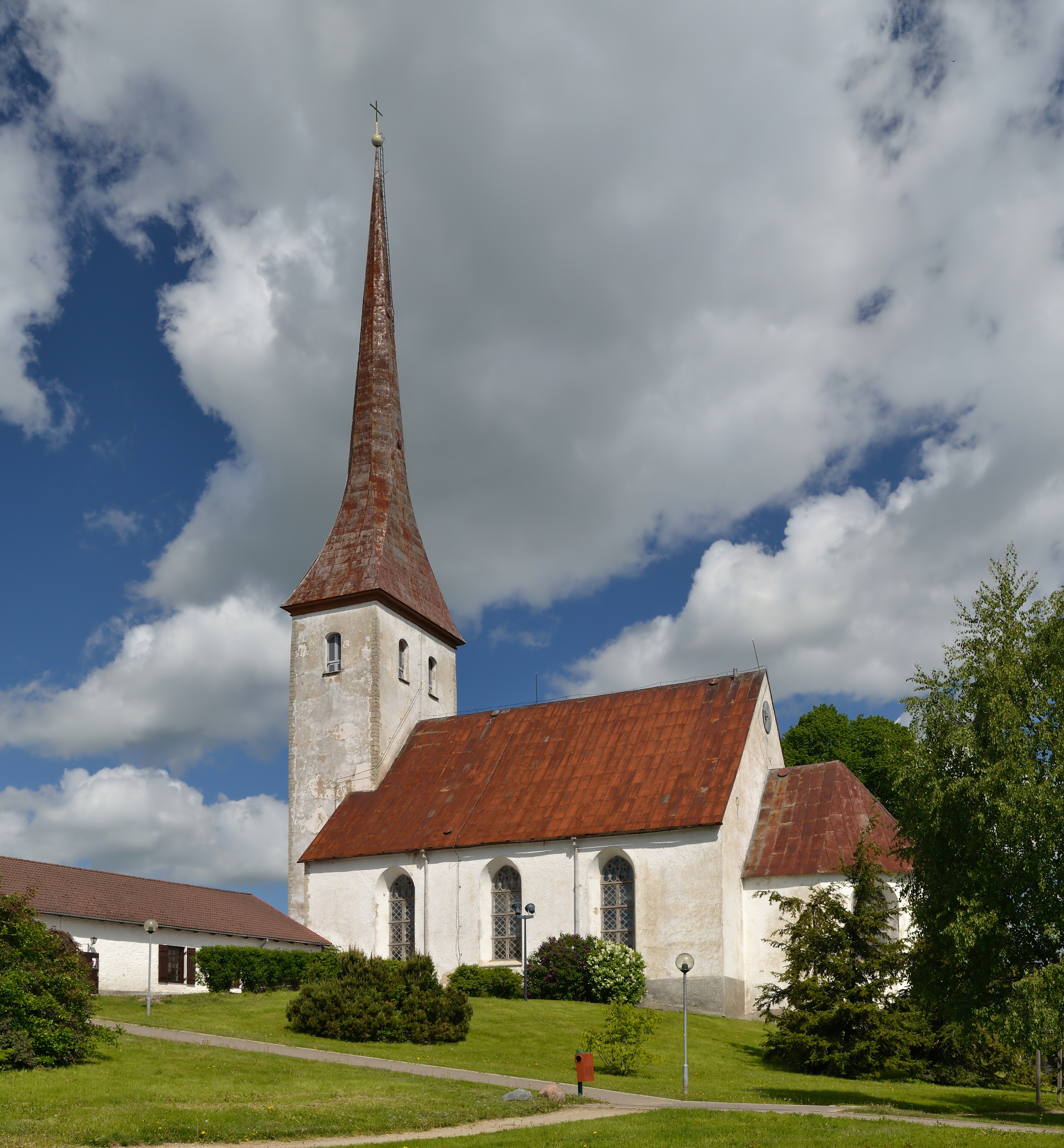
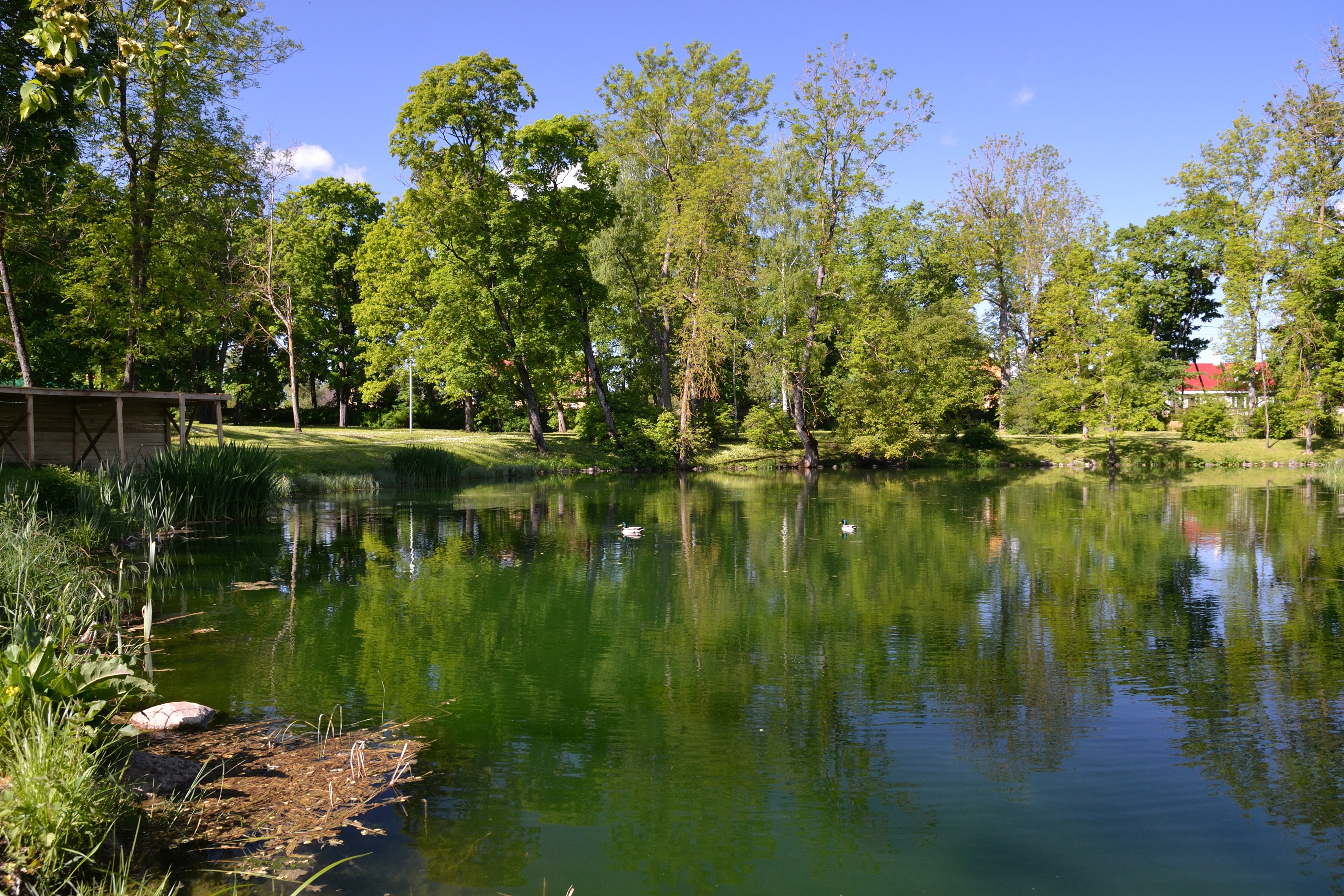
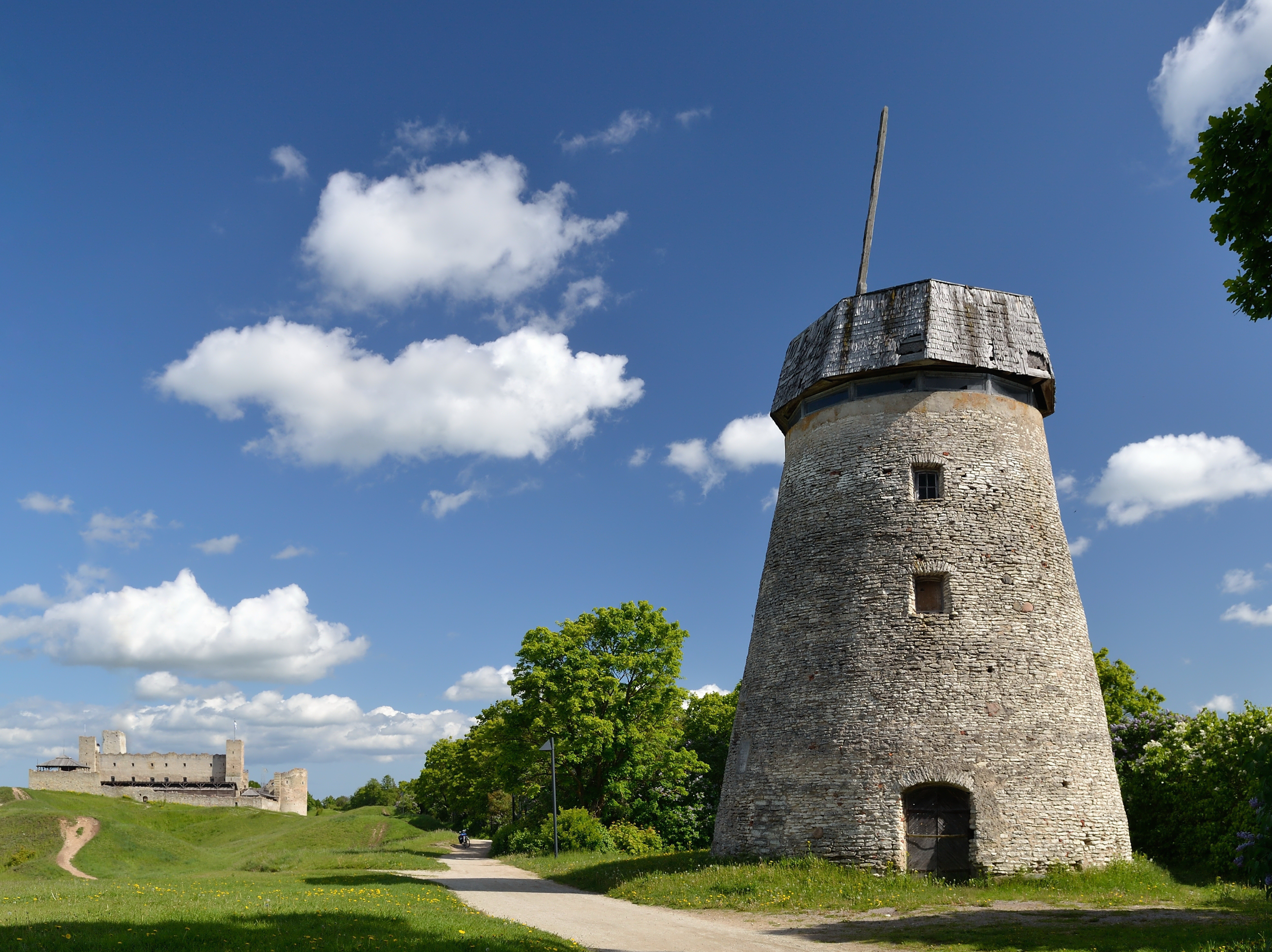
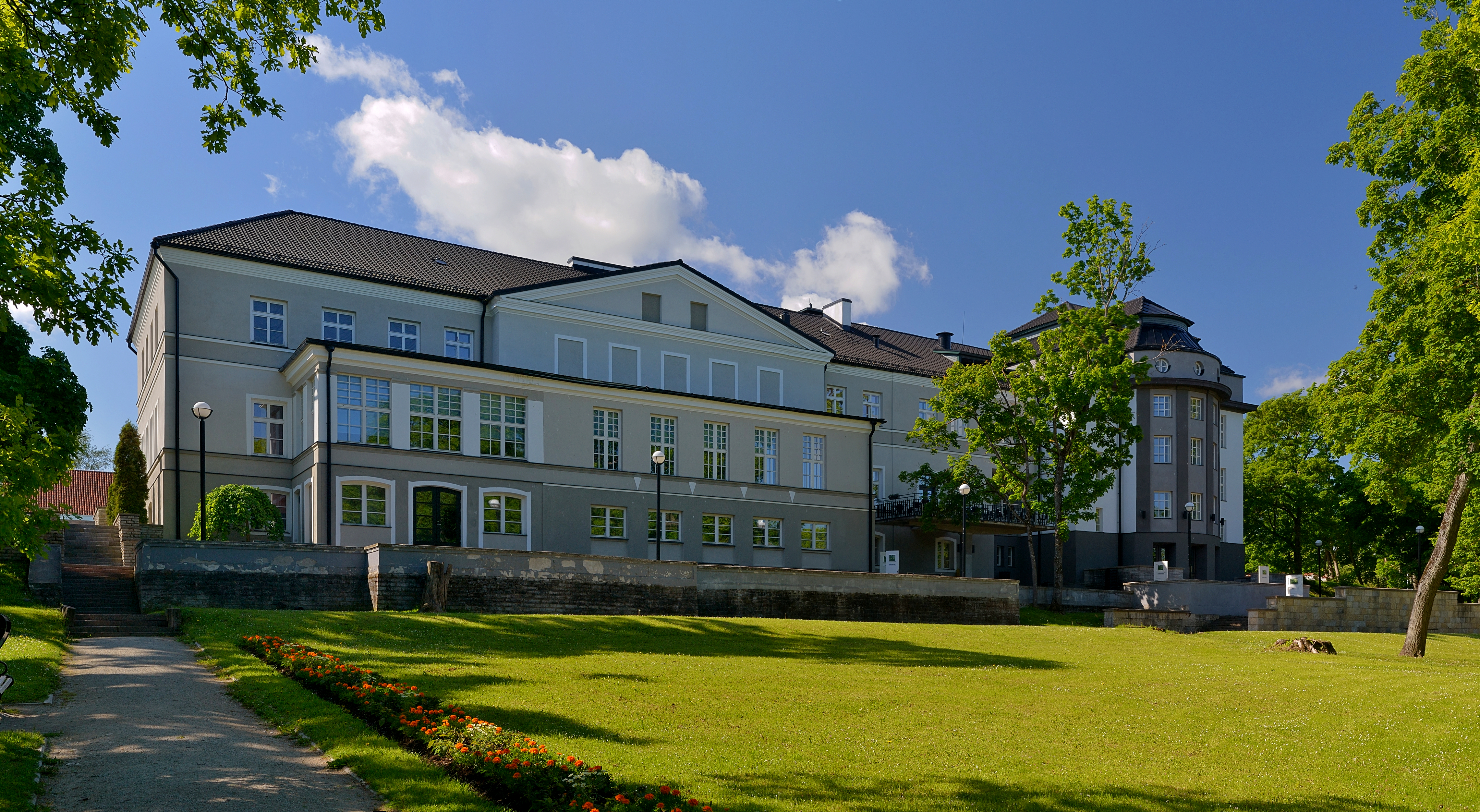

- Gemeinsame Normdatei: 4473383-5
- Library of Congress Control Number: n97066747
- Nationale Bibliotheek van Letland: 000042508
- MusicBrainz: 229a5178-b8d9-44e0-8132-af1a5dadcc1c
- Nationale Bibliotheek van Israël: 987007542691105171
- Virtual International Authority File: 160175455

Stadsgemeente: Rakvere

Landgemeenten: Haljala · Kadrina · Rakvere vald · Tapa · Väike-Maarja · Vinni · Viru-Nigula